# Râul Gârbovul
Râul Gârbovul este un curs de apă, afluent de dreapta al râului Jiul de Vest. Se formează la confluența a două brațe Nedeia și Nedeuța. Are o lungime de 6 kilometri și un bazin de 12 km2.

## Hărți
- Harta Munții Vâlcan Arhivat în 15 iunie 2011, la Wayback Machine.
- Harta Munții Retezat Arhivat în 10 iulie 2012, la Wayback Machine.
- Harta județului Hunedoara